# Fosie
Fosie was een stadsdeel (Zweeds: stadsdel) van de Zweedse gemeente Malmö. In 2013 woonden er 43.889 mensen. Het gebied bestaat voor een groot deel uit appartementcomplexen die gebouwd zijn in 1960. Er zijn hoge gebouwen en industrie, maar ook groene gebieden met huizen en tuinen. De kerk Fosie kyrka en de Fosiestenen (Runensteen) behoren tot de oudere geschiedenis van de wijk. Een belangrijk onderdeel van het stadsdeel is het industriegebied Fosieby industriële wat goed is voor 10.000 banen en 300 bedrijven.
De naam "Ecclesiae Fosøhge" wordt voor het eerst genoemd in 1346. Het achtervoegsel is het woord "high", waarschijnlijk verwijzend naar een heuvel bij de kerk. Waar het voorvoegsel precies vandaan komt is niet duidelijk. Een theorie is dat het is afgeleid van het Deense woord fos, wat 'moeras' betekent. Als dat klopt, dan zou de naam 'hoogte bij het moeras' betekenen.
Op 1 juli 2013 werd het stadsdeel samengevoegd met Oxie, hieruit ontstond het nieuwe stadsdeel Söder.

## Deelgebieden
Het stadsdeel bestond uit de volgende 17 deelgebieden (Zweeds: delområden):
| Naam                   | Inwoners (2013) |
| ---------------------- | --------------- |
| Almhög                 | 3550            |
| Almvik                 | 3529            |
| Augustenborg           | 3581            |
| Eriksfält              | 1220            |
| Fosieby                | 73              |
| Fosieby industriområde | 25              |
| Fredriksberg           | 17              |
| Gullvik                | 1380            |
| Gullviksborg           | 3418            |
| Heleneholm             | 1937            |
| Hermodsdal             | 3313            |
| Hindby                 | 2244            |
| Kastanjegården         | 712             |
| Lindängen              | 6700            |
| Nydala                 | 5997            |
| Västra Söderkulla      | 5034            |
| Östra Söderkulla       | 1159            |